# Хаджич, Осман
Осман Хаджич (босн. Osman Hadžić, серб. Осман Хаџић, родился 9 сентября 1966 в Цазине) — боснийский певец в жанре турбо-фолк. Один из самых известных певцов Боснии в жанре фолк, исполняет песни о любви. Самыми известными его композициями являются «Ja Tebe Volim» и «Titanik».

## Дискография
- Лажу Очи Зелене (1990)
- Никад више Сњежана (1991)
- За њом плачу Црне очи (1993)
- Обриши сузе баксузе (1994)
- Није чудо што те волим лудо (1999)
- Остарит ћемо (2000)
- Презиме (2002)
- Бог љубави (2005)
- Ја сам овако Онако (2007)
- Пољуби Ме (дует са Сабрином)  (2009)
- Поново се волимо (2010)

### Синглы
- Твоје очи (совместно с Гогой Секулич)
- Титаник
- Лијепа као гријех
- Хладна зима
- Врати се